# Association Sportive de Béziers Hérault
L'Association Sportive de Béziers Hérault (AS Béziers) és un club de rugbi a 15, fundat el 1911, que participa en el Pro D2, la segona divisió del campionat francès de rugbi.

## Història
El club va ser fundat el 1911 per Louis Viennet i Jules Cadenat, després de la fusió de l'Sporting Club Biterrois i del Midi Athletic Club. És a Viennet a qui se li deuen els terrenys del club, un antic espai dedicat a l'hípica, a la riba del riu Orb.
Després d'haver viscut una eclosió a principis dels anys 60, quan va jugar 4 finals en 5 anys i va guanyar un Bouclier de Brennus, un Challenge Yves du Manoir i una Copa d'Europa (quan s'anomenava Copa d'Europa dels Clubs Campions de la FIRA), el Grand Béziers va esdevenir el terme consagrat per designar els diversos equips de l'era de dominació del Besiers durant els anys que comprenen del 1971 fins al 1984. Per altra banda La Biterroise, de Raoul Barrière, es va convertir en l'himne del club el 1978.
El 29 de gener de 1972, set jugadors de l'equip van formar part de la selecció francesa de rugbi que es va enfrontar a Irlanda a Colombes. Aquests jugadors eren Armand Vaquerin, Alain Estève, Olivier Saïsset, Jean-Louis Martin, Yvan Buonomo, el mig de melé Richard Astre i l'Ala Jack Cantoni). Aquesta aportació de set internacionals va igualar el rècord del FC Lourdes de 1958. Fins a l'any 2005 el club havia aportat a la selecció nacional un total de 50 internacionals.
L'1 de novembre de 1972, l'ASB va disputar el primer partit de rugbi del nou estadi del Parc des Princes. En aquell partit va vèncer els gal·lesos del Neath RFC per 29-17.
L'any 1979 va guanyar al Montchanin aconseguint la victòria més àmplia obtinguda mai al campionat francès: el Besiers va guanyar per 100 - 0.

## Palmarès del club
- Campió de França (Bouclier de Brennus):
  - Campió: 1961, 1971, 1972, 1974, 1975, 1977, 1978, 1980, 1981, 1983 i 1984 (11)
  - Finalista: 1960, 1962, 1964 i 1976
- Challenge Yves du Manoir: 
  - Campió: 1964, 1972, 1975 i 1977
  - Finalista: 1961, 1973, 1978, 1980 i 1981
- Copa de França: 
  - Campió: 1986
  - Finalista: 1950 (amb el nom d'AS Cheminots Béziers (ASCB))
- Campionat de França Elite 2:
  - Campió: 2000

### Altres campionats
- Cope d'Europa dels Clubs Campions (F.I.R.A.):
  - Campió: 1962
- Trophée International Jules Cadenat:
  - Campió: 1978
- Challenge Jules Cadenat (nacional):
  - Campíó: 1967, 1969, 1970, 1971, 1973, 1974, 1975, 1977 i 1978
  - Finalista: 1968
- Bouclier d'automne:
  - Campió: 1970, 1971, 1974, 1976 i 1977
  - Finalist: 1972, 1975 i 1981
- Challenge Antoine Béguère:
  - Campió: 1964
  - Finalista: 1962
- Challenge Armand Vaquerin:
  - Campió: 994, 1995, 1996, 1998, 2000, 2001 i 2004

## Les finals de l'AS Béziers

### Campionat de França
| Data de la final   | Vencedor        | Finalista        | Resultat   | Lloc de la final          | Espectadors |
| 22 de maig de 1960 | FC Lourdes      | AS Béziers       | 14-11      | Stadium Municipal, Tolosa | 37.200      |
| 28 de maig de 1961 | AS Béziers      | US Dax           | 6-3        | Stade de Gerland, Lió     | 35.000      |
| 27 de maig de 1962 | SU Agen         | AS Béziers       | 14-11      | Stadium Municipal, Tolosa | 37.705      |
| 24 de maig de 1964 | Section paloise | AS Béziers       | 14-0       | Stadium Municipal, Tolosa | 27.797      |
| 16 de maig de 1971 | AS Béziers      | RC Toulon        | 15-9 AP    | Parc Lescure, Bordeus     | 27.737      |
| 21 de maig de 1972 | AS Béziers      | CA Brive         | 9-0        | Stade de Gerland, Lió     | 31.161      |
| 12 de maig de 1974 | AS Béziers      | RC Narbonne      | 16-14      | Parc des Princes, París   | 40.609      |
| 18 de maig de 1975 | AS Béziers      | CA Brive         | 13-12      | Parc des Princes, París   | 39.991      |
| 23 de maig de 1976 | SU Agen         | AS Béziers       | 13-10 AP   | Parc des Princes, París   | 40.300      |
| 29 de maig de 1977 | AS Béziers      | USAP             | 12-4       | Parc des Princes, París   | 41.821      |
| 28 de maig de 1978 | AS Béziers      | AS Montferrand   | 31-9       | Parc des Princes, París   | 42.004      |
| 25 de maig de 1980 | AS Béziers      | Stade toulousain | 10-6       | Parc des Princes, París   | 43.350      |
| 23 de maig de 1981 | AS Béziers      | Stade bagnérais  | 22-13      | Parc des Princes, París   | 44.106      |
| 28 de maig de 1983 | AS Béziers      | RRC Nice         | 14-6       | Parc des Princes, París   | 43.100      |
| 26 de maig de 1984 | AS Béziers      | SU Agen          | 21-21 AP 1 | Parc des Princes, París   | 44.076      |

¹ Besiers va guanyar 3 tirs a gol a 1.

## Jugadors emblemàtics
En negreta els jugadors encara actius
| - Marc Andrieu - Richard Astre - Yoan Audrin - Jean-Marc Aué - Raoul Barrière - Sébastien Bonetti - Philippe Bonhoure - Sébastien Bruno - Yvan Buonomo - Henri Cabrol - Jules Cadenat - Didier Camberabero - Gilles Cambérabéro - Jack Cantoni - Alain Carminati | - Richard Castel - Philippe Chamayou - Pierre Danos - Paul Dedieu - Richard Dourthe - Jean-Frédéric Dubois - Nicolas Durand - Philippe Escalle - Alain Estève - Michel Fabre - Philippe Gallart - Angus Gardiner - Jean-Philippe Grandclaude - Jean-Pierre Hortoland - Alain Hyardet | - Pierre Lacans - Félix Lacrampe - Thibault Lacroix - Julien Laharrague - Jean-Louis Martin - Jean-Paul Medina - Andrew Mehrtens - Pierre Mignoni - Pierre Moureu - Brice Miguel - Yannick Nyanga - Alain Paco - Michel Palmié - Jean-Pierre Pesteil - Thibaut Privat - Lucien Rogé | - Jean Sébédio - Lucien Serin - Olivier Saïsset - René Séguier - Georges Senal - Goderdzi Shvelidze - Cédric Soulette - Dimitri Szarzewski - Federico Todeschini - Armand Vaquerin - Élie Vaquerin - Christophe Villaplana - Warwick Waugh |

## Videoteca
- A.S. Béziers Hérault 15 finales - 11 titres, ed. France 3 Sud - INA, 1994